# Peishe (sockenhuvudort i Kina, Shanxi Sheng, lat 35,30, long 111,32)
Peishe är en sockenhuvudort i Kina. Den ligger i provinsen Shanxi, i den norra delen av landet, omkring 310 kilometer söder om provinshuvudstaden Taiyuan. Antalet invånare är 17 637. Befolkningen består av 8 529 kvinnor och 9 108 män. Barn under 15 år utgör 18,0 %, vuxna 15-64 år 73 %, och äldre över 65 år 8,0 %.
Runt Peishe är det tätbefolkat, med 257 invånare per kvadratkilometer. Närmaste större samhälle är Nanjie, 14,5 km norr om Peishe. Trakten runt Peishe består till största delen av jordbruksmark.
Genomsnittlig årsnederbörd är 639 millimeter. Den regnigaste månaden är juli, med i genomsnitt 166 mm nederbörd, och den torraste är december, med 2 mm nederbörd.